# Кацабін Сергій Борисович
Сергі́й Бори́сович Каца́бін (нар. 22 квітня 1983, Липовецький район, Вінницька область — пом. 9 лютого 2015, с. Логвинове, Донецька область) — український військовослужбовець, солдат резерву Національної гвардії України, фельдшер, фармацевт. Загинув у боях за Батьківщину під час російської збройної агресії проти України.

## Життєпис
Сергій Кацабін народився у Липовецькому районі Вінниччини. В дитинстві був покинутий рідною матір'ю та усиновлений подружжям з Козятина. Сергій захоплювався медициною, здобув фельдшерську освіту в Погребищенському медичному коледжі, [Архівовано 24 червня 2021 у Wayback Machine.]   працював у лікарні швидкої допомоги фельдшером, крім того, продовжував навчання в Національному медичному університеті ім. О. О. Богомольця на фармацевтичному факультеті. Брав активну участь в Революції Гідності.
На початку війни Сергій Кацабін був волонтером, коли затоваришував з медиками 2-го резервного батальйону оперативного призначення Національної гвардії України. Деякий час, в кінці червня 2014, Сергій чергував з ними на блокпосту № 3 у Слов'янську. Пізніше, знову як волонтер, допомагав медикам у вже об'єднаному батальйоні імені Кульчицького на опорному пункті «Хрест» у Дебальцевому. Відразу після заснування Медичної роти Пирогова, записався добровольцем, зарахований на службу 31 грудня 2014 року на посаду фармацевта відділення медичного постачання медичної роти Північного територіального управління Нацгвардії (в/ч 3001). Під час найтяжчих боїв на дебальцівському плацдармі, взимку 2014—2015, Сергій перебував на передовій, рятував життя поранених українських захисників.
9 лютого 2015 року машина «швидкої допомоги», під час евакуації поранених з позиції «Хрест» (Дебальцеве) до Бахмута (на той час Артемівськ), потрапила у засідку та підірвалася на фугасі поблизу села Логвинове, після чого була розстріляна прямим наведенням. Сергій загинув разом з екіпажем санітарної машини Анатолієм Сулімою та Михайлом Балюком й пораненим молодшим сержантом Олександром Кравченком. Тоді ж загинули Василь Задорожний, Тарас Кончевич, Максим Овчарук, Дмитро Лагунов. 
Вважався безвісти зниклим, пошук тіла ускладнювало те, що його рідна матір, яка перебуває в Ізраїлі, навідріз відмовилася здати аналіз ДНК. 21 грудня 2015 року рішенням Козятинського міськрайонного суду оголошено померлим Кацабіна С. Б., який пропав безвісти під час виконання обов'язків військової служби в зоні проведення антитерористичної операції в східному регіоні України та встановлено дату смерті 09.02.2015 року. На початку квітня 2016 року за експертизою ДНК було ідентифіковане тіло загиблого серед похованих на Краснопільському кладовищі під Дніпропетровськом невідомих героїв АТО.
22 квітня 2016 року в місті Козятин пройшло прощання з Сергієм Кацабіним, перепоховали його на приміському кладовищі у селі Козятин. 22 квітня в місті оголошено Днем жалоби.
Залишилися батьки.

## Нагороди та вшанування пам'яті
У червні 2014 року був нагороджений Почесною грамотою облдержадміністрації та обласної ради як медик-волонтер.
Указом Президента України від 21 березня 2016 року №103/2016, за особисту мужність і високий професіоналізм, виявлені у захисті державного суверенітету та територіальної цілісності України, вірність військовій присязі, нагороджений орденом «За мужність» III ступеня (посмертно).
24 липня 2016 року нагороджений Орденом «Народний Герой України» (посмертно).
2 червня 2017 року присвоєно звання «Почесний громадянин міста Козятин» (посмертно)
16 червня 2021 року 16 червня в м. Погребище відбулося відкриття меморіальної дошки загиблому за незалежність України, військовому медику, Герою із Вінниччини Кацабіну Сергію Борисовичу. Меморіальну дошку встановлено на фасаді Погребищенського медичного фахового коледжу [Архівовано 24 червня 2021 у Wayback Machine.], випускником якого був загиблий. 
Репортаж про відкриття меморіальної дошки Сергію Кацабіну